# Amstel Gold Race 1980
La 15ª edición de la Amstel Gold Race se disputó el  5 de abril de 1980 en la provincia de Limburg (Países Bajos). La carrera constó de una longitud total de 238 km, entre Heerlen y Meerssen.
El vencedor final fue el Jan Raas (TI-Raleigh-Creda) fue el vencedor de esta edición al imponerse al esprint en la línea de meta de Heerlen. El belga Alfons De Wolf (Boule d'Or-Sunair-Colnago) y el  irlandés Sean Kelly (Splendor-Admiral) fueron segundo y tercero respectivamente. 
Esta fue la cuarta victoria de Raas en esta carrera de las cinco que conseguiría.

## Equipos participantes
| Equipos ciclistas profesionales (14)- TI-Raleigh-Creda - Boule d'Or-Sunair-Colnago - Splendor-Admiral - Renault-Gitane - Peugeot-Esso-Michelin - IJsboerke-Warncke Eis - DAF Trucks-Lejeune - Safir-Ludo - HB Alarmsystemen - Rauler-Gipiemme - Cilo-Aufina - Kondor-Campagnolo - Eurobouw-Cambio Rino - Miko-Mercier-Vivagel |
| |

## Clasificación final
| \| Clasificación general \| Clasificación general \| Clasificación general \| Clasificación general \| Clasificación general \| \| Ciclista \| Ciclista \| Equipo \| Tiempo \| \| \| --------------------- \| -------------------------- \| ---------------------- \| --------------------- \| --------------------- \| \| 1.º \| Jan Raas \| TI-Raleigh-Creda \| 5 h 44 min 27 s \| \| \| 2.º \| Alfons De Wolf \| Boule d'Or-Studio Casa \| + 0 s \| \| \| 3.º \| Sean Kelly \| Splendor-Admiral \| + 0 s \| \| \| 4.º \| Jean Chassang \| Renault-Gitane \| + 0 s \| \| \| 5.º \| Bernard Hinault \| Renault-Gitane \| + 0 s \| \| \| 6.º \| Jacques Bossis \| Peugeot-Esso-Michelin \| + 0 s \| \| \| 7.º \| Daniel Willems \| IJsboerke-Warncke Eis \| + 0 s \| \| \| 8.º \| Gilbert Duclos-Lassalle \| Peugeot-Esso-Michelin \| + 0 s \| \| \| 9.º \| Jo Maas \| DAF Trucks-Lejeune \| + 0 s \| \| \| 10.º \| Jean-Philippe Vandenbrande \| Safir-Ludo \| + 0 s \| \| |                            |                        |                 |
| |                            |                        |                 |
| Fuentes: ProCyclingStats Cycling Archives |                            |                        |                 |
| Clasificación general |                            |                        |                 |
| Ciclista | Ciclista                   | Equipo                 | Tiempo          |
| 1.º | Jan Raas                   | TI-Raleigh-Creda       | 5 h 44 min 27 s |
| 2.º | Alfons De Wolf             | Boule d'Or-Studio Casa | + 0 s           |
| 3.º | Sean Kelly                 | Splendor-Admiral       | + 0 s           |
| 4.º | Jean Chassang              | Renault-Gitane         | + 0 s           |
| 5.º | Bernard Hinault            | Renault-Gitane         | + 0 s           |
| 6.º | Jacques Bossis             | Peugeot-Esso-Michelin  | + 0 s           |
| 7.º | Daniel Willems             | IJsboerke-Warncke Eis  | + 0 s           |
| 8.º | Gilbert Duclos-Lassalle    | Peugeot-Esso-Michelin  | + 0 s           |
| 9.º | Jo Maas                    | DAF Trucks-Lejeune     | + 0 s           |
| 10.º | Jean-Philippe Vandenbrande | Safir-Ludo             | + 0 s           |